# Бентли, Роберт
Ро́берт Бе́нтли (англ. Robert Bentley, 25 марта 1821 — 24 декабря 1893) — английский ботаник, медик, фармацевт.
Наиболее известен своим четырёхтомным трудом Medicinal Plants, изданным в 1880 году совместно с Генри Трименом (англ. Henry Trimen) и содержащим почти три сотни рисунков, раскрашенных от руки Дэвидом Блейром.
Изучал в Лондонском университете медицину, причём особенно занимался ботаникой в связи с медициной и в этой области оказал науке значительные услуги и как преподаватель, и как писатель.
В 1847 году стал членом Королевской хирургической коллегии.
Член Лондонского Линнеевского общества с 1849 года.
Преподавал ботанику в Медицинской школе Лондонского госпиталя, в 1859 году назначен профессором ботаники в лондонском Королевском колледже.
В 1874 году избран членом Королевского фармацевтического общества, вплоть до 1885 года был ответственным редактором Британской Фармакопеи.
В течение долгого времени Бентли был также одним из издателей Pharmaceutical Journal, в котором поместил много статей.
В 1866 и 1867 годах был президентом Британского фармацевтического конгресса.

## Печатные труды
- «A Manual of Botany: including the structure, functions, classification, properties, and uses of plants», etc. (Лондон, 1861)
- «Characters, Properties, and Uses of Eucalyptus» (1874)
- «Principal Plants employed in Medicine» (1875)
- «Botany» (1875, London)
- «Medicinal Plants: being descriptions with original figures of the principal plants employed in medicine and an account of the characters, properties, and uses of their parts and products of medicinal value» (1880, London, Churchill) v1,  v2,  v3,  v4.
- «The Student’s Guide to Structural, Morphological, and Physiological Botany» (1883, London)
- «A Text-book of Organic Materia Medica, comprising a description of the vegetable and animal drugs of the British Pharmacopoeia, with other non-official medicines», etc. (1887)